# Düziçi
Düziçi – miasto i dystrykt w Turcji, w prowincji Osmaniye.
Według danych na rok 2010 miasto zamieszkiwało 41 272 osoby.